# Zang Haili
Zang Haili (chinesisch 臧海利; * 19. Dezember 1978 in Changchun, Jilin) ist ein ehemaliger chinesischer Fußballspieler und heutiger -trainer.

## Karriere

### Spieler
Er startete seine Karriere 1997 beim Bayi FC und war dort bis zum Ende der Saison 2003 aktiv. Als der Klub sich danach auflöste, spielte er noch bis Ende 2011 beim Liaoning FC. Nach der Saison 2008 und dem Abstieg der Mannschaft, entschloss er sich dort zu bleiben und stieg mit seinem Team wieder auf.

### Trainer
Nach seiner Karriere als Spieler blieb er bei Liaoning als Trainer der Reserve-Mannschaft und wurde ab 2014 Co-Trainer der Ersten. Von Februar 2019 bis Mai 2020 wirkte er sogar noch als Cheftrainer der Mannschaft. Danach wurde sein Klub aufgrund von nicht gezahlten Gehältern disqualifiziert. Wenig später löste sich sein Klub auf und er blieb zunächst ohne Job.
Einen neuen Verein fand er zum Start der Saison 2021 mit Xiamen Egret Island, wo er in der dritten Liga aktiv war. Nach dem Ende der Spielzeit ging es für ihn ab April 2022 weiter zu HLJ Ice City in die zweitklassige China League One. Seit Januar 2023 ist er als Assistent Mitglied des Trainerstabs der chinesischen Frauenfußballnationalmannschaft.